# Championnats du monde de ski acrobatique 1991
Navigation
Édition précédente Édition suivante
Les Championnats du monde ski acrobatique de 1991 se déroulent à Lake Placid aux États-Unis.
Il s'agit de la 3e édition des Championnats du monde de ski acrobatique.
Huit épreuves sont programmées, quatre pour les hommes et quatre pour les femmes : bosses, saut, acroski (ou ballet) et combiné.

## Palmarès

### Podiums

#### Hommes
| Épreuves | Or                        | Argent                 | Bronze                    |
| -------- | ------------------------- | ---------------------- | ------------------------- |
| Bosses   | Edgar Grospiron, France   | Bernard Brandt, Suisse | Chuck Martin, États-Unis  |
| Saut     | Philippe LaRoche, Canada  | John Ross, Canada      | Dave Valentin, États-Unis |
| Acroski  | Lane Spina, États-Unis    | Roberto Franco, Italie | Dave Walker, Canada       |
| Combiné  | Sergei Shupletsov, Russie | Jeff Viola, Canada     | Youri Gilg, France        |

#### Femmes
| Épreuves | Or                                    | Argent                         | Bronze                          |
| -------- | ------------------------------------- | ------------------------------ | ------------------------------- |
| Bosses   | Donna Weinbrecht, États-Unis          | Tatjana Mittermayer, Allemagne | Birgit Stein-Keppler, Allemagne |
| Saut     | Vasilyisa Semenchuk, Union soviétique | Elfie Simchen, Allemagne       | Liselotte Johansson, Suède      |
| Acroski  | Ellen Breen, États-Unis               | Jan Bucher, États-Unis         | Cathy Féchoz, France            |
| Combiné  | Maja Schmid, Suisse                   | Conny Kissling, Suisse         | Kristean Porter, États-Unis     |